# قصر قدور
بلدية من بلديات ولاية أدرار تابعة إدارياً لدائرة تينركوك يحدها من الشمال بلدية تينركوك ومن الجنوب دائرة تيميمون. ويتبع لها ستة قصور غرباً بني عيسي وتقانت ومن الشمال انجلو وتمزلان وتلغمين وسيدي منصور. كما أن سكانها أغلبهم من البدو الرحل إلا انهم في الآونة الأخيرة استقروا في معظم قصور البلدية نظرا لجفاف الصحراء وكان من عوامل استقرارهم تحسن المعيشة والتفاتة الدولة اليهم وامدادهم بمختلف مستلزمات الحياة الكريمة إلا أن شبابهم يعاني من البطالة وانعدام فرص العمل وبعض التهميش.